# Santadi
Santadi là một đô thị ở tỉnh Sud Sardegna trong vùng Sardegna, có cự ly khoảng 35 km về phía tây nam của Cagliari và khoảng 20 km về phía đông nam của Carbonia. Tại thời điểm ngày 31 tháng 12 năm 2004, đô thị này có dân số 3.753 người và diện tích là 115,6 km².
Santadi giáp các đô thị: Assemini, Domus de Maria, Nuxis, Piscinas, Pula, Teulada, Villa San Pietro, Villaperuccio.